# Huyện Jessore
Jessore là một huyện thuộc division Khulna, Bangladesh. Huyện này có diện tích 2567 km², dân số năm 2002 là 2440693 người, mật độ dân số là 951 người/km².